# Zagloba beaumonti
Zagloba beaumonti – gatunek chrząszcza z rodziny biedronkowatych i podrodziny Coccinellinae.
Gatunek ten opisany został po raz pierwszy w 1899 roku przez Thomasa Lincolna Caseya na łamach „Journal of the New York Entomological Society”. Jako miejsce typowe wskazano Panamę.
Chrząszcz o szeroko-owalnym, wysklepionym ciele długości od 1,4 do 1,8 mm i szerokości od 1 do 1,4 mm. Głowa i przedplecze są żółtawobrązowe, pokryte punktami oddalonymi na dystans równy swoim średnicom, porośnięte gęstym, żółtawobiałym owłosieniem. Czułki są bardzo krótkie, zbudowane z dziesięciu członów, z których trzy ostatnie formują zwartą buławkę. Pokrywy są ciemnobrązowe, każda z żółtawobrązową przepaską biegnącą ukośnie od guza barkowego do kąta wierzchołkowo-szwowego. Epipleury są wąskie i krótkie, poziome. Spód ciała jest żółty z ciemnobrązowymi śródpiersiem i zapiersiem. Linie udowe na zapiersiu są kompletne. Odnóża są żółte, smukłe. Pseudotrójczłonowe stopy mają pazurki z ząbkiem nasadowym. U obu płci na spodzie odwłoka widocznych jest pięć sternitów (wentrytów), z których pierwszy ma linie udowe niepełne, niedochodzące do jego krawędzi wierzchołkowej. Chetopory po bokach pierwszego wentrytu są okrągłe i co najwyżej miejscami się stykające. Samiec ma symetryczne genitalia, o trójkątnym płacie nasadowym długości ⅔ smukłych paramer oraz gwałtownie zakrzywionym i na szczycie rozwidlonym prąciu.
Owad neotropikalny, rozprzestrzeniony od Hondurasu przez Panamę, Kolumbię, Wenezuelę i Brazylię po Paragwaj.